# Liquido
Liquido was een alternatieve rockband uit Heidelberg in Duitsland, actief van 1996 tot 2009. De bandleden waren Wolfgang Schrödl (zang, gitaar, piano), Tim Eiermann (zang, gitaar), Stefan Schulte-Holthaus (basgitaar) en Wolle Maier (drums). Eiermann en Maier speelden ook al samen in Pyogenesis.
Hun grootste hit was Narcotic, dat al op Narcotic Demo '96 stond, maar pas écht populair werd toen de band in de loop van 1998 hun eerste album Liquido uitbracht. Narcotic is de enige single van de band die in het voorjaar van 1999 zowel de Nederlandse Top 40 als de Mega Top 100 bereikte en in week 9 van 1999 Megahit op Radio 3FM en in week 10 van 1999 Alarmschijf op Radio 538 was. 
Ook in België was dit de enige single die zowel de Vlaamse Ultratop 50, de Vlaamse Radio 2 Top 30 en de Waalse Ultratop 50 wist te bereiken. 
Sinds de editie van december 2013 staat de single onafgebroken genoteerd in de jaarlijkse NPO Radio 2 Top 2000 van de Nederlandse publieke radiozender NPO Radio 2.
Latere hits van de band buiten Nederland en België (Vlaanderen) waren Play Some Rock (2000 - At The Rocks), Stay With Me (2003 - Alarm! Alarm!) en Ordinary Life (2005 - Float).
In september 2019 werd het nummer opnieuw uitgebracht door YouNotUs & Janieck & Senex.

## Discografie

### Albums in Nederland
| Album met eventuele hitnotering(en) in de Nederlandse Album Top 100 | Datum van verschijnen | Datum van binnenkomst | Hoogste positie | Aantal weken | Opmerkingen |
| ------------------------------------------------------------------- | --------------------- | --------------------- | --------------- | ------------ | ----------- |
| Liquido                                                             |                       | 03-04-1999            | 69              | 6            |             |

### Singles in Nederland
| Single met eventuele hitnotering(en) in de Nederlandse Top 40 | Datum van verschijnen | Datum van binnenkomst | Hoogste positie | Aantal weken | Opmerkingen                                   |
| ------------------------------------------------------------- | --------------------- | --------------------- | --------------- | ------------ | --------------------------------------------- |
| Narcotic                                                      | 31-08-1998            | 13-03-1999            | 4               | 14           | #7 in de Mega Top 100 / Alarmschijf / Megahit |

### NPO Radio 2 Top 2000
| Nummer met noteringen in de NPO Radio 2 Top 2000 | '13  | '14 | '15 | '16 | '17 | '18 | '19 | '20 | '21 | '22 | '23 | '24 |
| ------------------------------------------------ | ---- | --- | --- | --- | --- | --- | --- | --- | --- | --- | --- | --- |
| Narcotic                                         | 1344 | 773 | 588 | 664 | 611 | 553 | 429 | 435 | 465 | 486 | 529 | 559 |

1. ↑  Een vetgedrukt getal geeft de hoogste notering aan.
2. ↑  2013 was het eerste jaar met een notering voor dit nummer.

### Albums
- 1999 – Liquido
- 2000 – At the Rocks
- 2002 – Alarm! Alarm!
- 2004 – The Essential
- 2005 – Float
- 2008 - Zoomcraft

### Singles
- 1998 - Narcotic
- 1999 - Doubledecker
- 1999 - Clicklesley
- 2000 - Play Some Rock
- 2000 - Made in California
- 2000 - Tired
- 2002 - Why Are You Leaving?
- 2002 - Stay With Me
- 2005 - Ordinary Life
- 2005 - Love Me, Love Me
- 2008 - Gameboy
- 2020 - Good Loving